# Physalaemus cuvieri
Physalaemus cuvieri là một loài ếch trong họ Leptodactylidae.
Nó được tìm thấy ở Argentina, Brasil và Paraguay, có thể có ở Bolivia, Guyana, Uruguay và Venezuela.
Các môi trường sống tự nhiên của chúng là các khu rừng ẩm ướt đất thấp nhiệt đới hoặc cận nhiệt đới, xavan ẩm, đồng cỏ khô nhiệt đới hoặc cận nhiệt đới vùng đất thấp, đồng cỏ nhiệt đới hoặc cận nhiệt đới vùng ngập nước hoặc lụt theo mùa, hồ nước ngọt có nước theo mùa, đầm nước ngọt có nước theo mùa, đất canh tác, vùng đồng cỏ, các đồn điền, vườn nông thôn, các vùng đô thị, các khu rừng trước đây bị suy thoái nặng nề, ao, đất có tưới tiêu, đất nông nghiệp có lụt theo mùa, và kênh đào và mương rãnh. Loài này đang bị đe dọa do mất môi trường sống.

## Hình ảnh

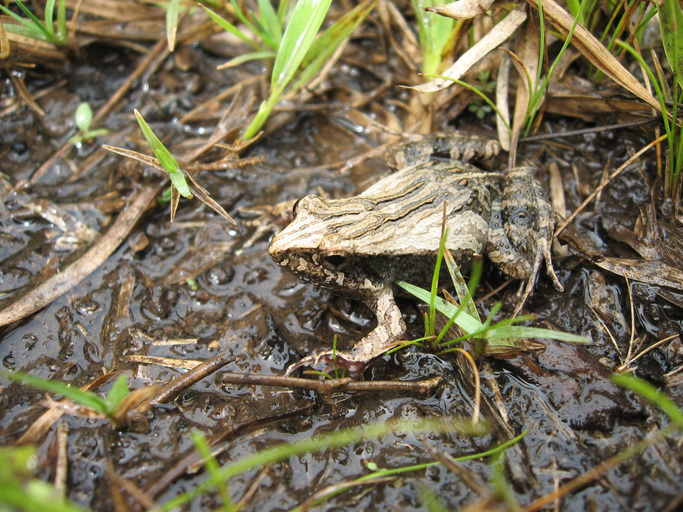
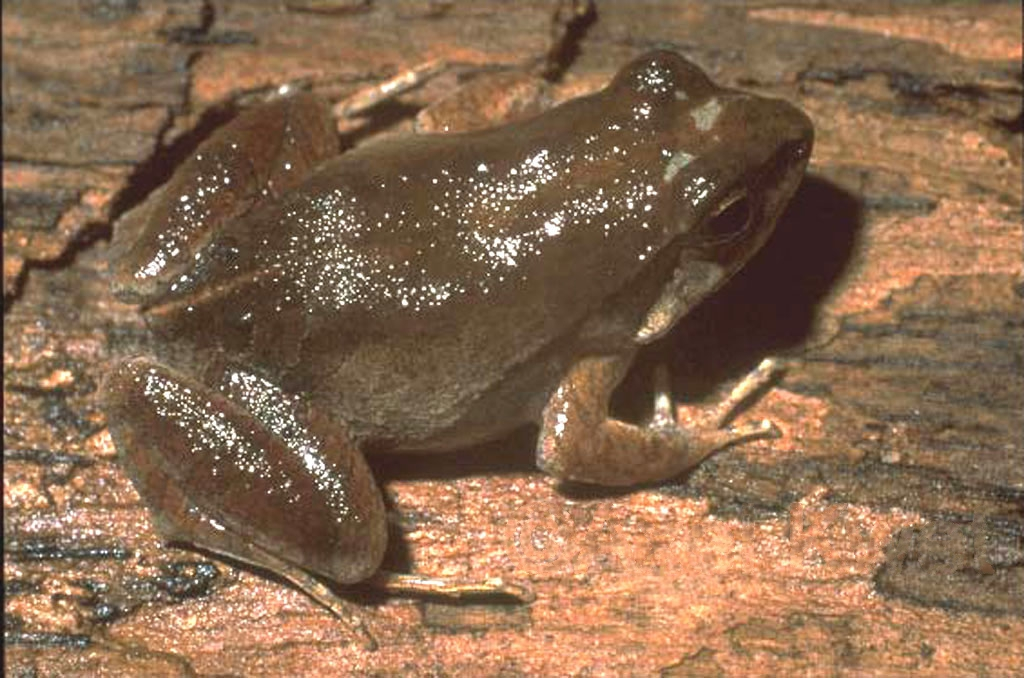
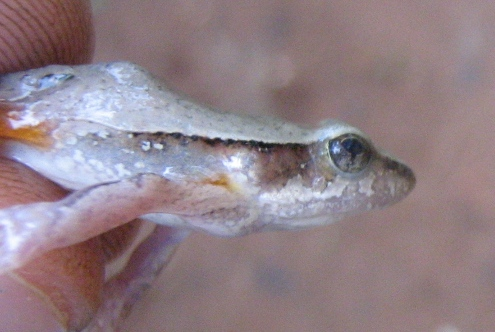
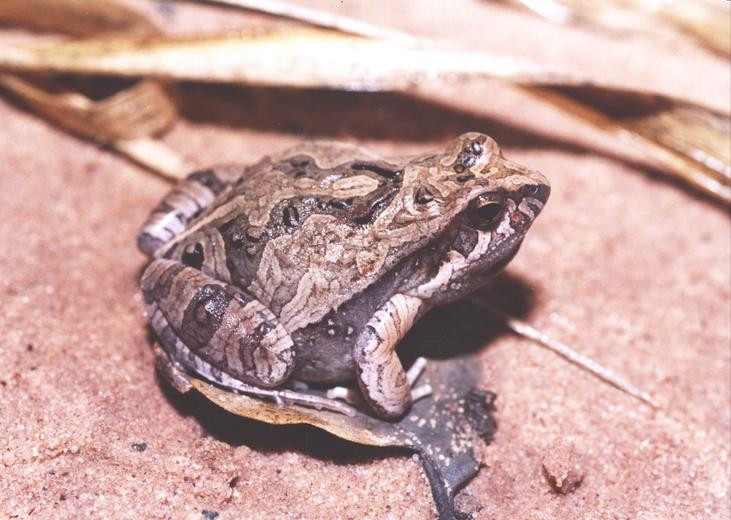